# Hindu Mahasabha
Akhil Bhāratīya Hindū Mahāsabhā (hindi : अखिल भारत हिन्दू महासभा), (Assemblée entièrement indienne et hindoue) est une organisation nationaliste hindoue, fondée en 1915 dans le but de lutter contre la Ligue musulmane et le Parti du Congrès.
Après l'indépendance de l'Inde et l'assassinat de Gandhi, un grand nombre de membres joignirent le Bharatiya Jan Sangh et le Rashtriya Swayamsevak Sangh. Le parti est dans les années 2000 trop faible pour participer seul à des élections. Il soutient le Premier ministre nationaliste Narendra Modi.
L'Hindu Mahasabha demande en avril 2020 au gouvernement d'« imposer des stérilisations aux musulmans et aux chrétiens, de manière que leur nombre ne puisse augmenter. » 
Le secrétaire général de l’organisation déclare en décembre 2021 au sujet des musulmans et des chrétiens, en conclusion d'un rassemblement nationaliste : « Si vous voulez en finir, alors tuez-les. » Ces propos déclenchent une controverse commentée par la presse internationale. 